# Naga kobieta leżąca na łóżku
Naga kobieta leżąca na łóżku (hol. Naakte vrouw, liggend, ang. Nude Woman on a Bed) – obraz namalowany przez Vincenta van Gogha w pierwszej połowie 1887 podczas pobytu w Paryżu; płótno obecnie w posiadaniu galerii sztuki Barnes Foundation w Filadelfii, USA. Nr kat.: F 330, JH 1214.
Van Gogh namalował w tym samym czasie jeszcze dwie wersje tego obrazu.

## Historia i opis
Do obrazu przedstawiającego groteskową, całkowicie nagą, kobietę pozowała van Goghowi prawdopodobnie właścicielka restauracji Café du Tambourine w Paryżu, Włoszka Agostina Segatori, u której się stołował płacąc za posiłki swoimi obrazami, i z którą przez krótki czas miał romans. Namalował szereg jej obrazów; do kilku z nich pozowała mu nago.
Ostatnio wykazano jednak, że malarzowi pozować mogła anonimowa prostytutka, spotkana na ulicy. Obraz ukazuje kobietę chorą, której twarz, uda i pachy są spuchnięte od syfilisu.

## Inne wersje obrazu
|  |  |